# Sturnira aratathomasi
Sturnira aratathomasi är en fladdermusart som beskrevs av Peterson och Tamsitt 1968. Sturnira aratathomasi ingår i släktet Sturnira och familjen bladnäsor. IUCN kategoriserar arten globalt som nära hotad. Inga underarter finns listade i Catalogue of Life. Artepitet i det vetenskapliga namnet hedrar Andrew Arata och Maurice Thomas som hittade holotypen.
Arten tillhör de största fruktätande fladdermöss i Amerika. Sturnira aratathomasi når en kroppslängd (huvud och bål) av 88 till 101 mm och en vikt av 47 till 54 g. Den har 54,8 till 62 mm långa underarmar, 17 till 21 mm långa bakfötter och 19 till 22 mm långa öron. En ytlig synlig svans saknas. Denna fladdermus har en mjuk och ullig päls. Pälsens färg varierar mellan olika former av grå- och brunaktig. Några individer har gulbruna eller olivgröna skuggor på vissa delar av pälsen. Den stora variationen uppstår på grund av att håren har två eller tre avsnitt med olika färg. I motsats till några andra släktmedlemmar har Sturnira aratathomasi inga tofsar (epåletter) på axlarna. Håren är kortast på huvudet samt på bröstet och längst nära stjärten. Arten saknar en broskig hälsporre (calcar) och därför är svansflyghuden kort. Svansflyghuden och några delar av vingarna är glest täckta med hår. Hela flygmembranen är allmänt svartaktig. På näsan förekommer en bladformig hudflik på en rund skiva som är cirka 7 mm lång. Sturnira aratathomasi har i varje käkhalva 2 framtänder, 1 hörntand, 2 premolarer och 3 molarer, alltså 32 tänder.
Denna fladdermus förekommer i bergstrakter i västra Colombia. Den lever i regioner som ligger 1000 till 3800 meter över havet. Habitatet utgörs av bergsskogar.
Individerna äter främst frukter samt nektar och pollen. De vilar bland annat i grottor. Per år föds en unge.